# Campionati mondiali di freestyle 2017
I Campionati mondiali di freestyle 2017 si sono svolti a Sierra Nevada, in Spagna, dall'8 al 19 marzo 2017.
Il programma ha incluso gare di salti, gobbe, gobbe in parallelo, slopestyle, halfpipe e ski cross, tutte sia maschili sia femminili.

## Programma
| Giorno   | Gara                                |
| -------- | ----------------------------------- |
| 8 marzo  | Gobbe - Qualificazioni              |
| 8 marzo  | Gobbe - Finale                      |
| 9 marzo  | Gobbe in parallelo - Qualificazioni |
| 9 marzo  | Gobbe in parallelo - Finale         |
| 9 marzo  | Salti - Qualificazioni              |
| 10 marzo | Salti - Finale                      |
| 16 marzo | Halfpipe - Qualificazioni           |
| 17 marzo | Slopestyle - Qualificazioni         |
| 18 marzo | Halfpipe - Finale                   |
| 18 marzo | Ski cross - Qualificazioni          |
| 18 marzo | Ski cross - Finale                  |
| 19 marzo | Slopestyle - Finale                 |

## Podi

### Uomini
| Evento                        | Oro                   | Tempo/Punti           | Argento        | Tempo/Punti    | Bronzo           | Tempo/Punti    |
| Gobbe (dettagli)              | Ikuma Horishima       | 88,54                 | Benjamin Cavet | 87,11          | Mikaël Kingsbury | 82,85          |
| Gobbe in parallelo (dettagli) | Ikuma Horishima       | Ikuma Horishima       | Bradley Wilson | Bradley Wilson | Marco Tadé       | Marco Tadé     |
| Salti (dettagli)              | Jonathon Lillis       | 125,79                | Qi Guangpu     | 120,36         | David Morris     | 114,93         |
| Halfpipe (dettagli)           | Aaron Blunck          | 91,80                 | Mike Riddle    | 89,60          | Kevin Rolland    | 88,40          |
| Slopestyle (dettagli)         | McRae Williams        | 93,80                 | Gus Kenworthy  | 91,80          | James Woods      | 90,40          |
| Ski cross (dettagli)          | Victor Öhling Norberg | Victor Öhling Norberg | Jamie Prebble  | Jamie Prebble  | François Place   | François Place |

### Donne
| Evento                        | Oro             | Tempo/Punti     | Argento         | Tempo/Punti     | Bronzo                  | Tempo/Punti   |
| Gobbe (dettagli)              | Britteny Cox    | 83,63           | Perrine Laffont | 82,51           | Justine Dufour-Lapointe | 80,74         |
| Gobbe in parallelo (dettagli) | Perrine Laffont | Perrine Laffont | Julija Galyševa | Julija Galyševa | Jaelin Kauf             | Jaelin Kauf   |
| Salti (dettagli)              | Ashley Caldwell | 109,29          | Danielle Scott  | 94,47           | Xu Mengtao              | 91,65         |
| Halfpipe (dettagli)           | Ayana Onozuka   | 89,80           | Marie Martinod  | 87,00           | Devin Logan             | 84,20         |
| Slopestyle (dettagli)         | Tess Ledeux     | 85,60           | Emma Dahlström  | 83,80           | Isabel Atkin            | 83,20         |
| Ski cross (dettagli)          | Sandra Näslund  | Sandra Näslund  | Fanny Smith     | Fanny Smith     | Ophélie David           | Ophélie David |

## Medagliere
| Pos.   | Paese         | Oro | Argento | Bronzo | Totale |
| ------ | ------------- | --- | ------- | ------ | ------ |
| 1      | Stati Uniti   | 4   | 2       | 2      | 8      |
| 2      | Giappone      | 3   | 0       | 0      | 3      |
| 3      | Francia       | 2   | 3       | 3      | 8      |
| 4      | Svezia        | 2   | 1       | 0      | 3      |
| 5      | Australia     | 1   | 1       | 1      | 3      |
| 6      | Canada        | 0   | 1       | 2      | 3      |
| 7      | Cina          | 0   | 1       | 1      | 2      |
| 7      | Svizzera      | 0   | 1       | 1      | 2      |
| 9      | Kazakistan    | 0   | 1       | 0      | 1      |
| 9      | Nuova Zelanda | 0   | 1       | 0      | 1      |
| 11     | Gran Bretagna | 0   | 0       | 2      | 2      |
| Totale | Totale        | 12  | 12      | 12     | 36     |